# 1re division d'aviation mixte de la Garde
Pour les articles homonymes, voir 1re division.
La 1re division d'aviation mixte de la Garde (en russe : 1-я гвардейская штурмовая авиационная дивизия, abrégé en russe : 1-я гв. шад) de son nom complet la 1re division d'aviation mixte de la Garde Stalingradskaïa des ordres de Lénine, du Drapeau rouge en double, de Souvorov et de Koutouzov (en russe : 1-я гвардейская штурмовая авиационная Сталинградская ордена Ленина дважды Краснознамённая орденов Суворова и Кутузова дивизия) est une division aérienne de l'armée de l'air russe, branche des forces aérospatiales (n° d'unité 15561).
L'unité est créée à l'origine sous le nom de 226e division d'aviation d'assaut en mai 1942 et devient la 1re division d'aviation d'assaut de la Garde Stalingradskaïa pour sa performance lors de la bataille de Stalingrad. La division combat lors de l'offensive de Melitopol, l'offensive de Crimée, l'offensive de Prusse-Orientale et la bataille de Königsberg. À la fin de la guerre, la division est décorée de l'ordre du Drapeau rouge à deux reprises, de l'ordre de Lénine et des ordres de Koutouzov et de Souvorov de 2e classe. Après la guerre, la division déménage en Biélorussie. En avril 1956, elle devient une division de bombardiers mais est convertie en unité de chasseurs-bombardiers en 1957. En 1989, elle redevient une unité de bombardiers et s'installe à Krasnodar en 1993. À Krasnodar, elle devient une unité d'assaut. La division déménage à Ieïsk en 2002 et est dissoute en 2009. La 1re division est réformée en 2013 avec l'ajout d'unités de chasse supplémentaires ; celles-ci participent à partir de 2022 à l'invasion russe de l'Ukraine.

## Historique

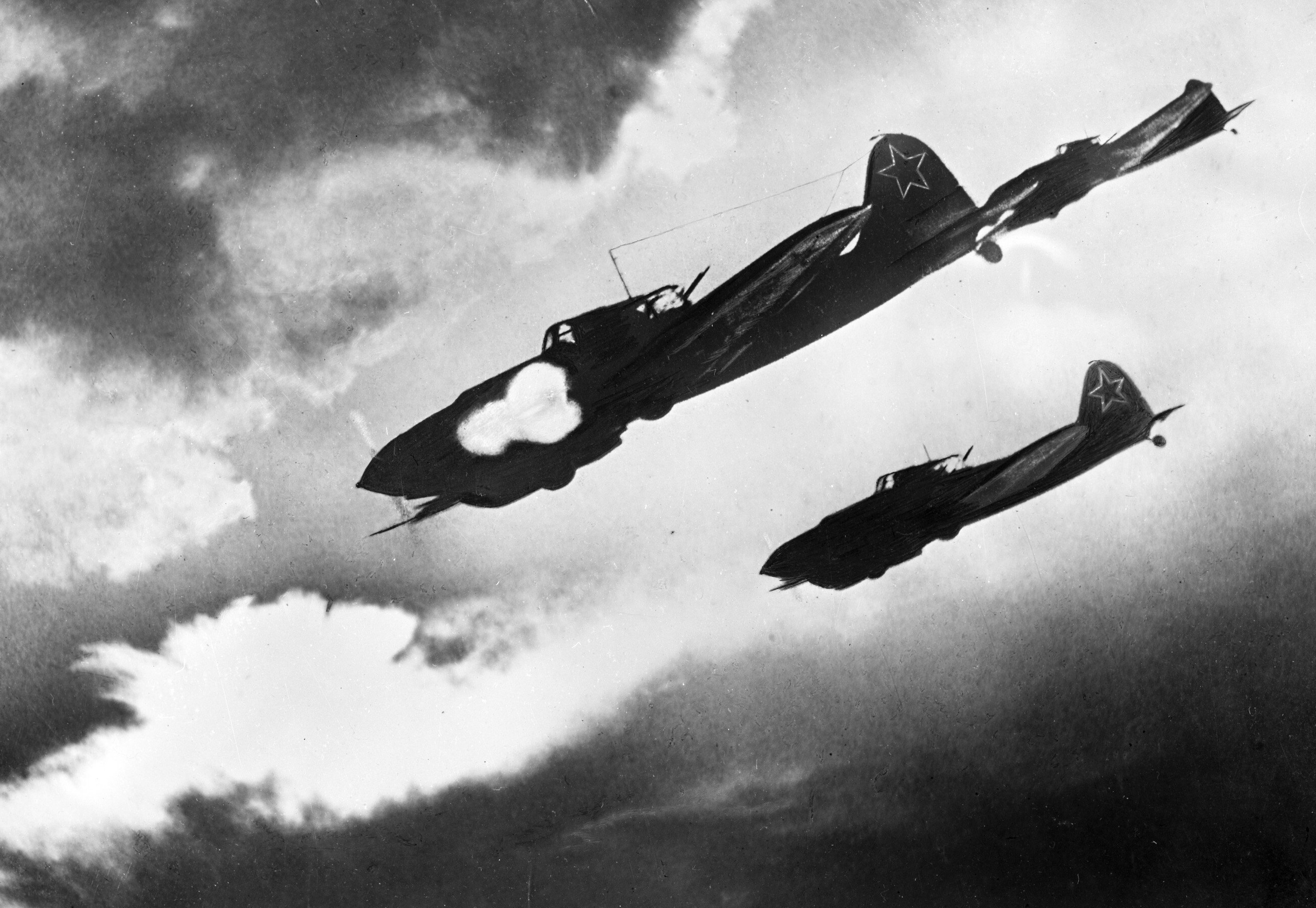
Attaque de l'avion d'assaut Iliouchine Il-2 en 1943.

La 1re division d'aviation de bombardiers de la Garde est initialement créée sous le nom de 226e division d'aviation d'assaut dans le cadre de la 8e armée aérienne (ru) en mai 1942. La 8e armée est déployée sur front du Sud-Ouest alors qu'elle combat l'avancée allemande lors de l'opération Fall Blau.
Le 18 mars 1943, la division est rebaptisée 1re division d'aviation d'assaut de la Garde. À cette époque, la 8e armée aérienne fait partie du front du Sud et comprend le 2e corps d'aviation mixte (201e division d'aviation de chasse, 214e division d'aviation d'assaut), le 10e corps d'aviation mixte (206e, 287e divisions d'aviation de chasse, 289e division d'aviation d'assaut), la 270e division d'aviation de bombardiers, la 2e division d'aviation de bombardiers de nuit de la Garde, la 6e division d'aviation de chasse de la Garde, le 8e régiment d'aviation de reconnaissance, le 406e régiment d'aviation de bombardiers légers et le 678e régiment d'aviation de transport.
Organisation en mai 1945 (Kętrzyn, Pologne) :
- 74e régiment d'aviation d'assaut de la Garde équipé du Il-2
- 75e régiment d'aviation d'assaut de la Garde équipé du Il-10
- 76e régiment d'aviation d'assaut de la Garde équipé du Il-2
- 136e régiment d'aviation d'assaut de la Garde équipé du Il-2

Le quartier général de la division est transféré de Kętrzyn à la base aérienne de Lida, dans l'oblast de Grodno, en RSS de Biélorussie, en juillet 1945.
Le 76e régiment d'aviation d'assaut de la Garde est dissous en avril 1947.
En 1957, l'unité est rebaptisée 1re division d'aviation de chasseurs-bombardiers de la Garde (1re IBAD, à partir du 11 novembre 1976, 1re ADIB).
Organisation en 1957 :
- 136e régiment d'aviation de chasseurs-bombardiers de la Garde (Lida, oblast de Grodno) équipé du MiG-15
- 686e régiment d'aviation de chasseurs-bombardiers de la Garde (Lida, oblast de Grodno) équipé du MiG-15
- 952e régiment d'aviation de chasseurs-bombardiers (Proujany) équipé du MiG-15

Organisation en 1970 :
- 911e régiment d'aviation de chasseurs-bombardiers (Lida, oblast de Grodno) équipé du MiG-17
- 940e régiment d'aviation de chasseurs-bombardiers (Pastavy, oblast de Vitebsk) équipé du MiG-17
- 953e régiment d'aviation de chasseurs-bombardiers (Bobrovitchi (en), oblast de Gomel) équipé du Su-7

En 1978, le 953e régiment est équipé du Su-24 et rebaptisé 953e  régiment d'aviation de bombardiers. En 1980, le 953e régiment est transféré dans la 32e division d'aviation de bombardiers de la 24e armée aérienne (en).
La division est rebaptisée 1re division d'aviation de bombardiers de la Garde en 1989.
Organisation en 1990 :
- 116e régiment d'aviation de bombardiers de la Garde (Ross, oblast de Grodno) équipé du Su-24 — transféré dans l'armée de l'air biélorusse en janvier 1992. En octobre 1993, l'unité est rebaptisée 116e base aérienne de bombardiers de la Garde, et en juillet 1994, 116e base aérienne de bombardiers et de reconnaissance de la Garde — dissolution en août 2010.
- 305e régiment d'aviation de bombardiers (Pastavy, oblast de Vitebsk) équipé du Su-24 — transféré à Krasnodar (kraï de Krasnodar) en 1993, puis dissous.
- 497e régiment d'aviation de bombardiers (Lida, oblast de Grodno) équipé du Su-24 — transféré à Krasnodar (kraï de Krasnodar) en 1993, puis dissous.

Le quartier général de la division est transféré à Krasnodar en 1993, la division devenant une unité de la 4e armée de l'air et des forces de défense aérienne.
Elle est dissoute en décembre 2009.
En 2013, la division est réformée avec une unité d'aviation de bombardiers à Morozovsk, une unité d'aviation d'assaut à Primorsk / Boudenovsk et un régiment d'aviation de chasse à Krymsk, qui semble maintenant être devenu le 3e régiment d'aviation mixte de la Garde. La division est affectée à la 4e armée aérienne avec le 55e régiment indépendant d'hélicoptères, une unité de transport à Rostov, le 11e régiment d'aviation mixte et une unité d'aviation de reconnaissance / bombardiers à Marinovka. Ces dernières unités forment la 4e division d'aviation mixte.
Organisation en 2020 :
- 3e régiment d'aviation mixte de la Garde (Base aérienne de Krymsk). Deux escadrons : Su-27 SM3 Flanker (à partir de 2019 ; renouvellement probable vers le Su-57 à partir de décembre 2020).
- 31e régiment d'aviation de chasse de la Garde (Millerovo). Deux escadrons : Su-30 SM (à partir de 2019).
- 559e régiment d'aviation de bombardiers (base aérienne de Morozovsk). Trois escadrons : Su-34 (à partir de 2019).
- 368e régiment d'aviation d'assaut (Boudennovsk). Deux escadrons : Su-25 SM/SM3 (à partir de 2019 ; renouvellement signalé vers la variante SM3 à partir de 2021).